# Dariusz Czernij
Dariusz Czernij (ur. 8 grudnia 1963, zm. 7 sierpnia 2025) – polski bokser, wicemistrz Europy z 1989, wielokrotny mistrz Polski.
Odpadł w eliminacjach wagi lekkopółśredniej (do 63,5 kg) na mistrzostwach Europy w 1985 w Budapeszcie. Przegrał pierwszą walkę w tej kategorii wagowej z Borisławem Abadżiewem z Bułgarii na mistrzostwach świata w 1986 w Reno. Po wygraniu jednej walki przegrał w ćwierćfinale mistrzostw Europy w 1987 w Turynie.
Zdobył srebrny medal w wadze lekkopółśredniej na mistrzostwach Europy w 1989 w Atenach. Po wygraniu czterech walk przegrał w finale 2:3 z reprezentantem ZSRR Igorem Rużnikowem. Odpadł w eliminacjach na mistrzostwach świata w 1989 w Moskwie, przegrywając drugą walkę walkowerem. Przegrał pierwszy pojedynek na mistrzostwach Europy w 1991 w Göteborgu.
Był mistrzem Polski w wadze lekkopółśredniej w 1985, 1987, 1988, 1989 i 1991 oraz wicemistrzem w 1992.
Dwukrotnie zwyciężył w wadze lekkopółśredniej w Turnieju im. Feliksa Stamma: w 1986 i w 1990. Zajął 2. miejsce w Mistrzostwach Armii Zaprzyjaźnionych w 1985 w Bydgoszczy (w finale pokonał go Wasilij Szyszow).